# 岡氏高原鰍
岡氏高原鰍（學名：Triplophysa gundriseri）為輻鰭魚綱鯉形目條鰍科高原鰍屬的其中一種。分布於亞洲蒙古及俄羅斯圖瓦共和國淡水流域，棲息在溪流底層水域，生活習性不明。

## 扩展阅读
維基物種上的相關：岡氏高原鰍